# Kathedrale von Coria

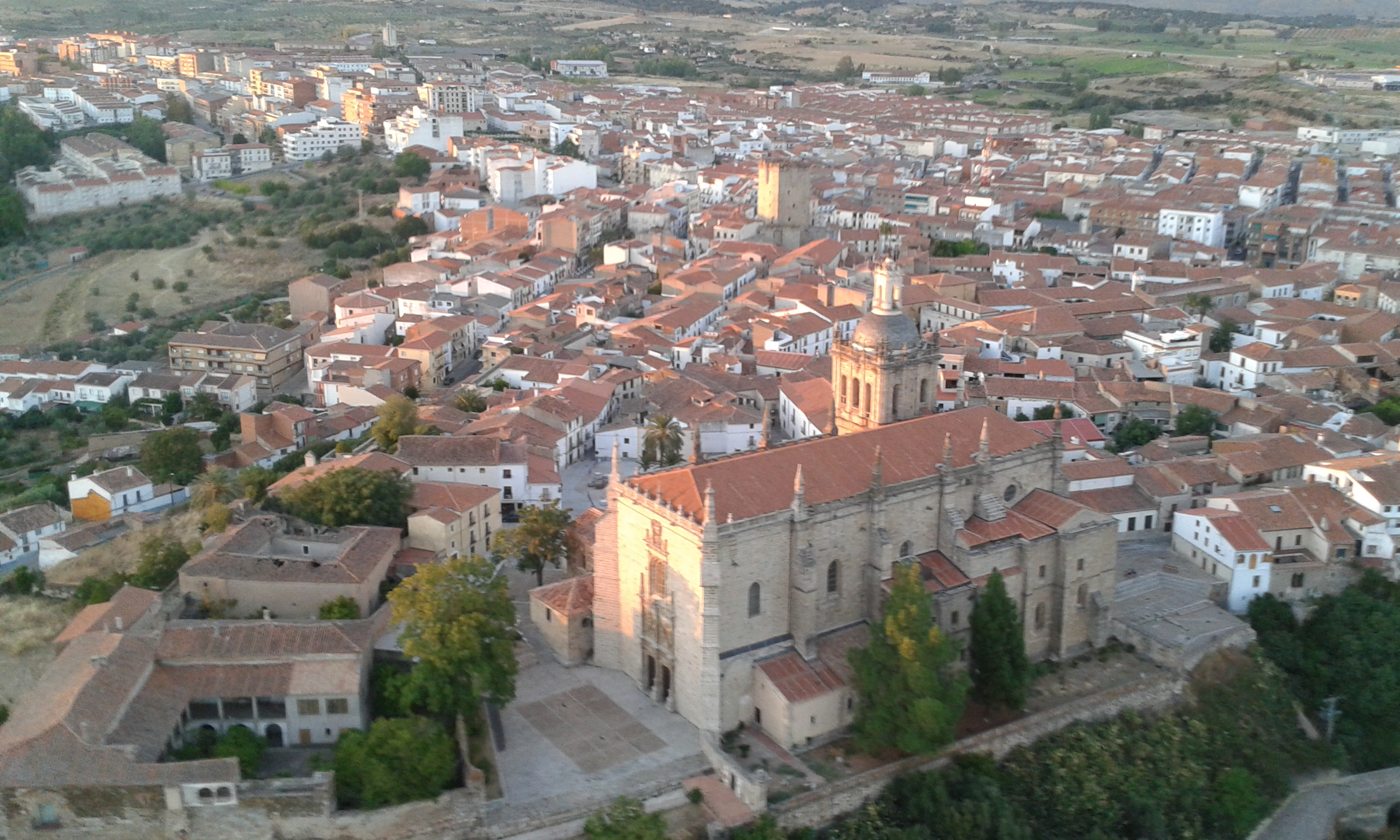
Coria und seine Kathedrale

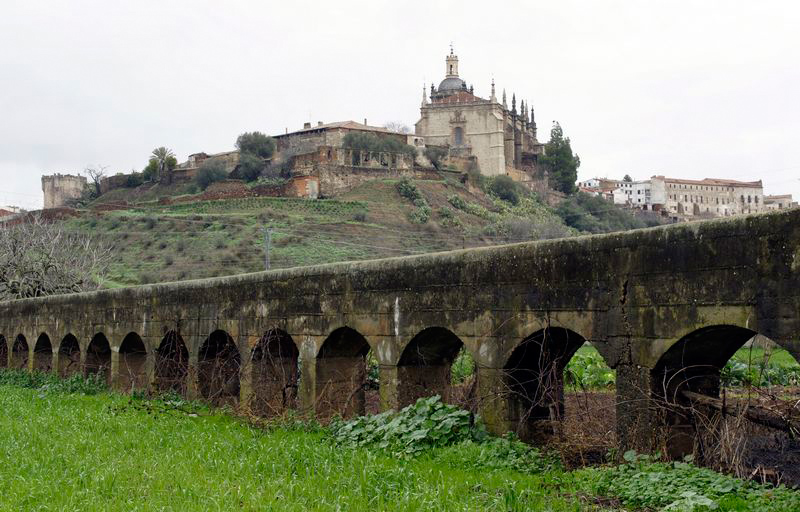
Stadthügel mit Kathedrale

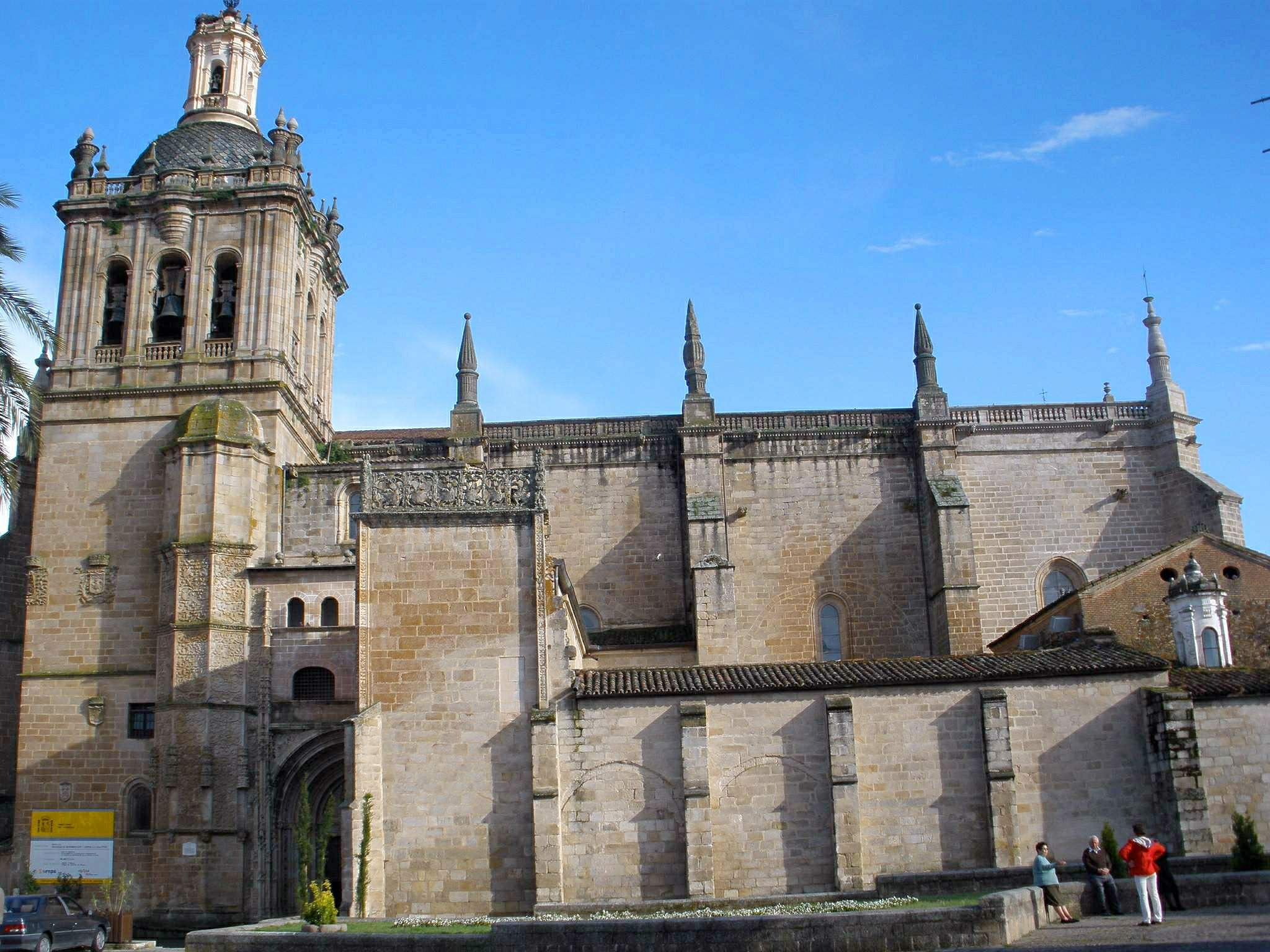
Kathedrale von Coria

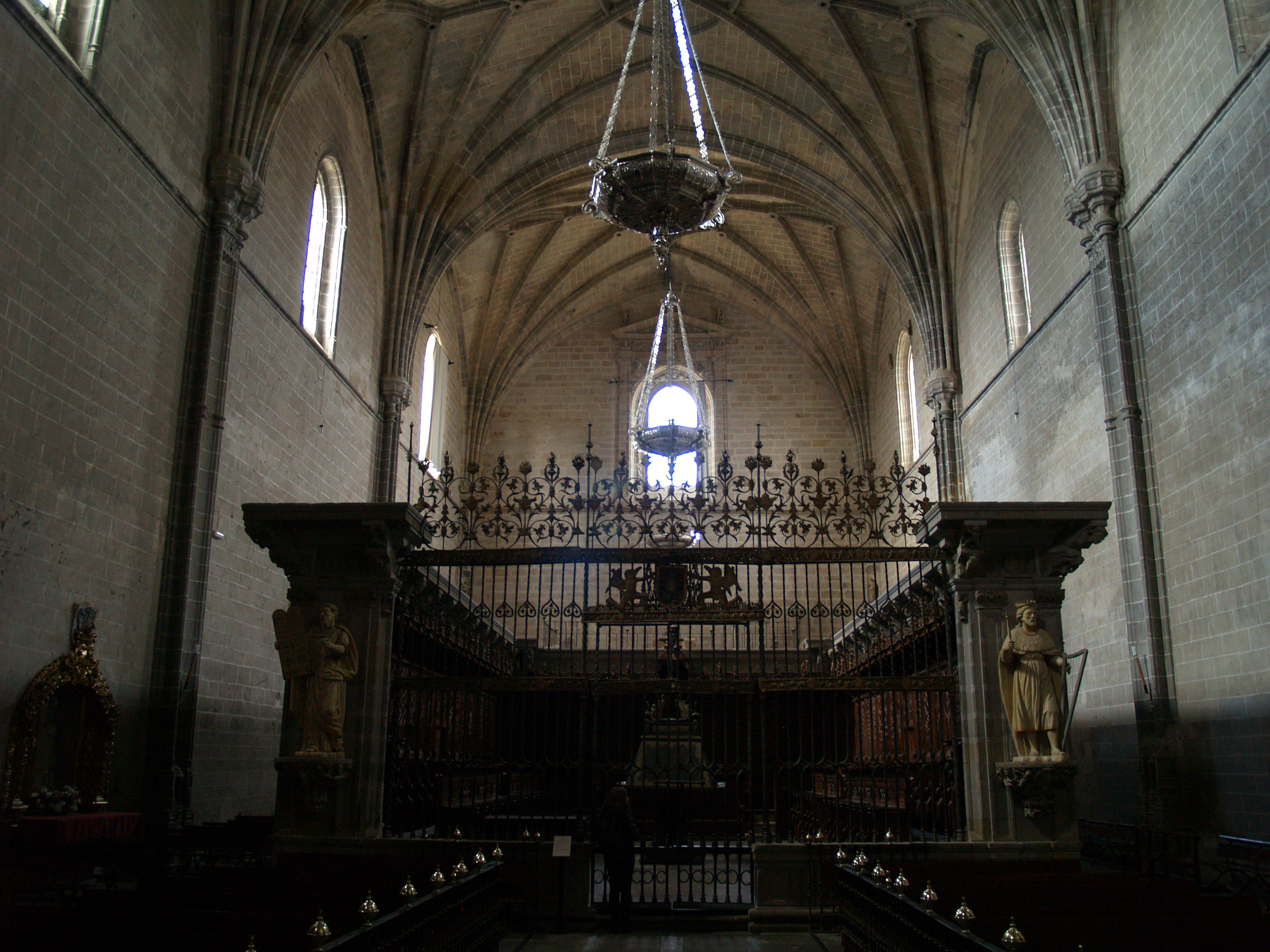
Langhaus mit Binnenchor (coro)

Die dem Patrozinium der Himmelfahrt Mariens (spanisch Asunción de Nuestra Señora) unterstellte Kathedrale von Coria in der Autonomen Gemeinschaft Extremadura im Südwesten Spaniens ist – zusammen mit der Konkathedrale von Cáceres – Sitz des Bistums Coria-Cáceres. Im Jahr 1931 wurde der Kirchenbau als Kulturgut (Bien de Interés Cultural) eingestuft. Bedeutendste Reliquie der Kathedrale ist das „Tischtuch des Letzten Abendmahls“.

## Lage
Die am südlichen Stadtrand von Coria gelegene Kathedrale befindet sich auf dem höchsten Punkt des Stadthügels ca. 80 m oberhalb der umgebenden Landschaft bzw. dem Río Alagón. 

## Geschichte
Das Bistum Coria reicht bis ins 6. Jahrhundert zurück. Nach der maurischen Eroberung im frühen 8. Jahrhundert erfolgte im Jahr 1152 eine Neugründung. Die endgültige Rückeroberung (reconquista) der Stadt geschah jedoch erst in der Zeit um 1200. An der Stelle der im Jahr 1498 begonnenen und etwa 250 Jahre später vollendeten heutigen Kathedrale standen bereits eine westgotische Kirche, eine islamische Moschee und eine romanische Kirche. Beim Erdbeben von Lissabon 1755 erlitt der Bau schwere Schäden.

## Architektur
Die äußerlich eher schmucklose spätgotische bzw. Renaissance-Kathedrale besitzt einen im 18. Jahrhundert erneuerten Glockenturm mit Kuppel und Laterne. Das nur einschiffige knapp 20 m hohe Innere wird von einem Sterngewölbe überspannt. Unmittelbar hinter dem Eingang befindet sich ein den Chorherren vorbehaltener Binnenchor (coro), der beinahe die gesamte Breite des Kirchenschiffs einnimmt.

## Ausstattung
Das im Stil des Spätbarock gefertigte Altarretabel (retablo) ist aus Holz geschnitzt und anschließend mit Blattgold überzogen; die Figuren sind farbig gefasst. Außerdem gibt es eine schmiedeeiserne Kanzel (pulpito). Das Chorgestühl (sillería) zeigt sowohl kurvilinear-gotische als auch rectilinear-maurische Ornamente. Zahlreiche Gemälde und liturgisches Gerät sind im Kathedralmuseum ausgestellt.

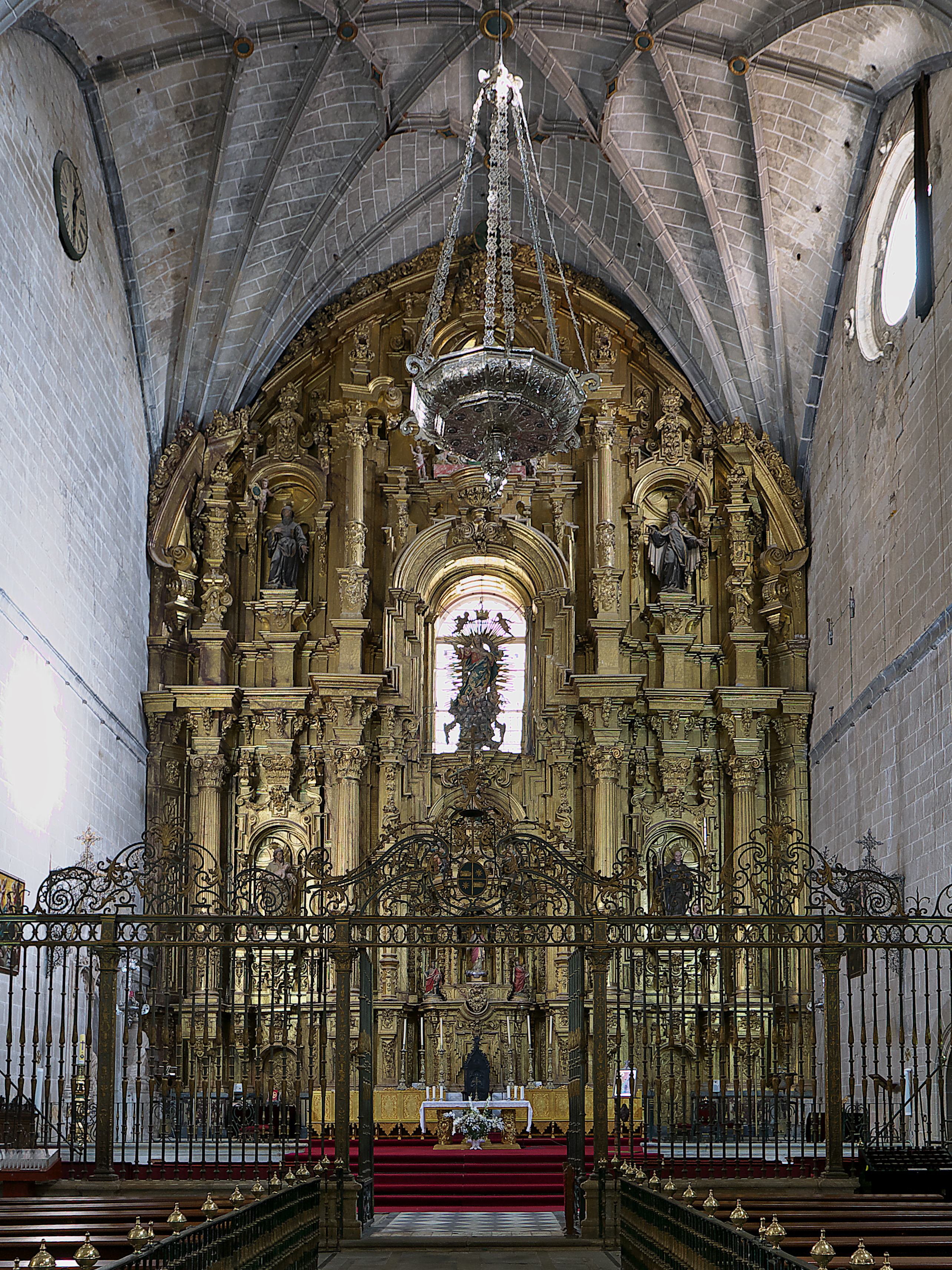
Altarretabel
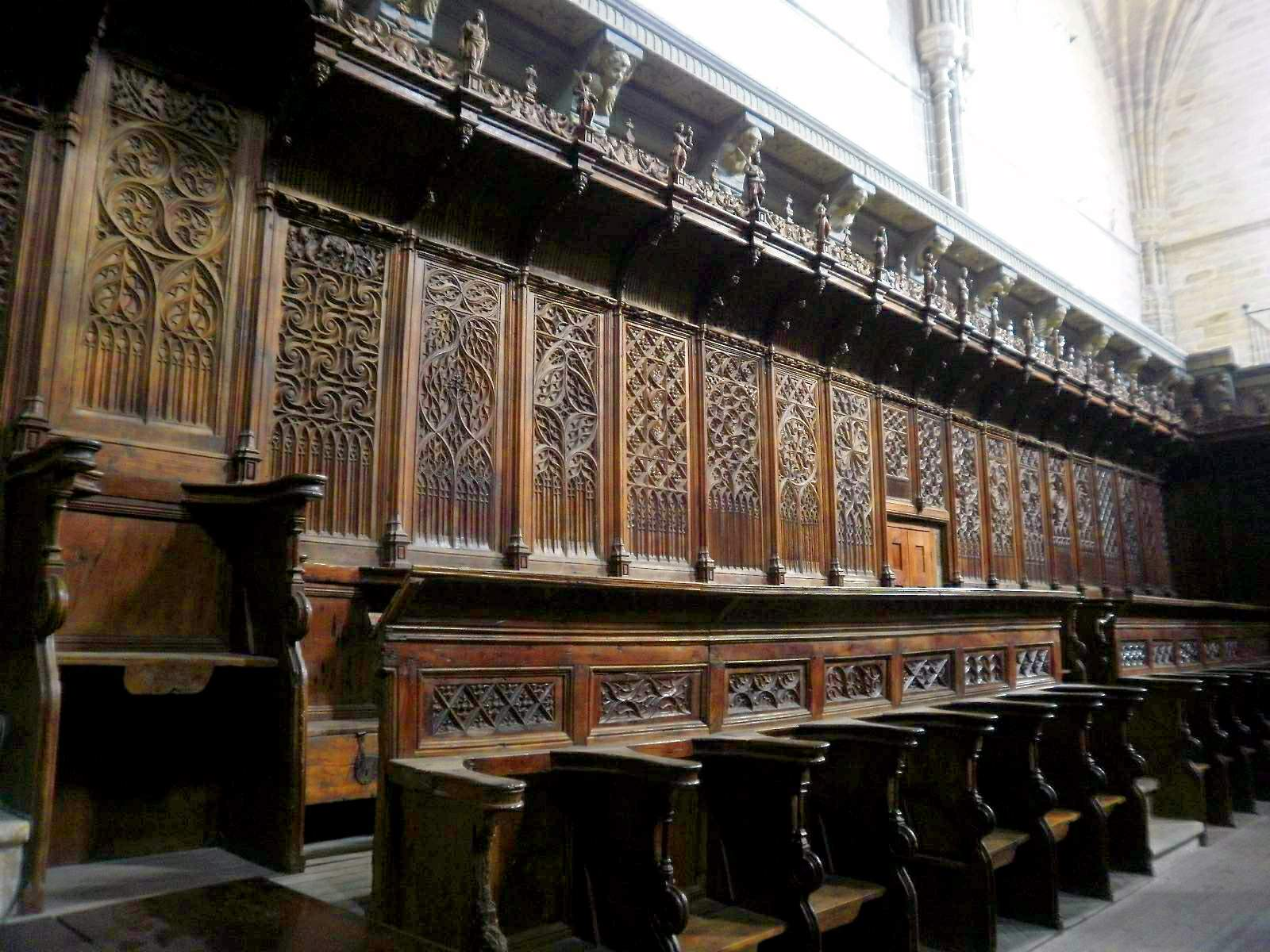
Chorgestühl (sillería)
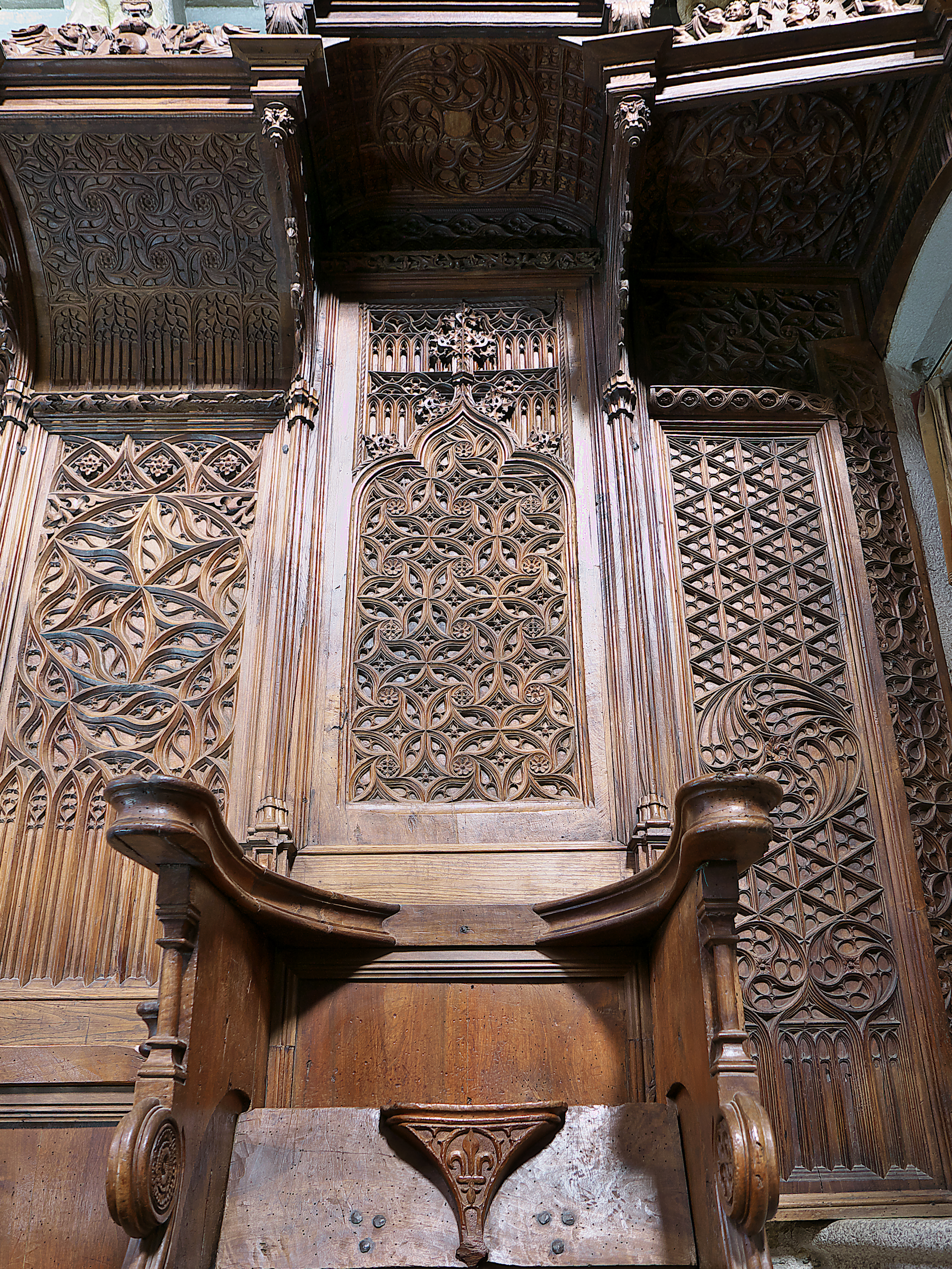
Chorgestühl, Detail
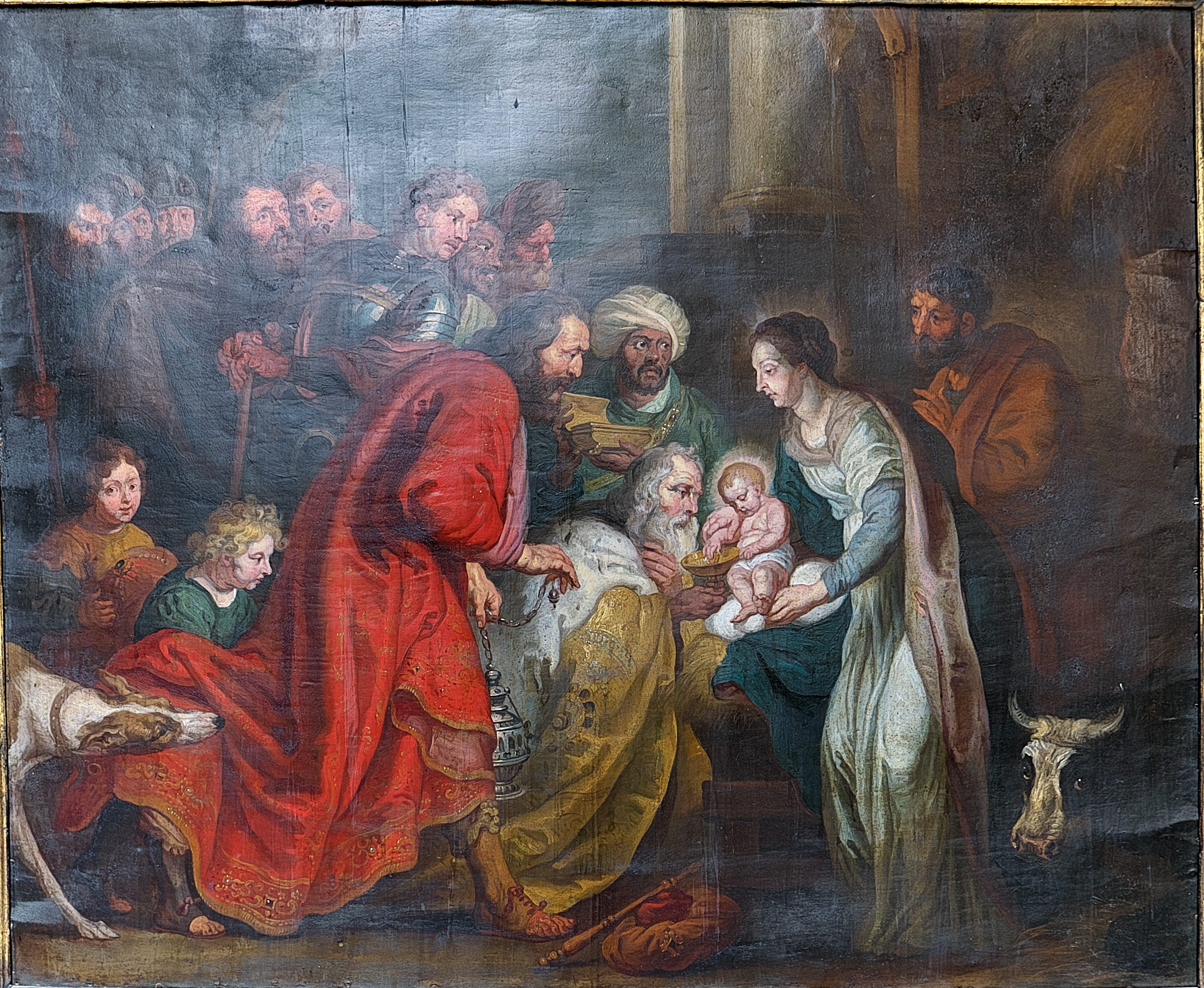
Anbetung der Könige
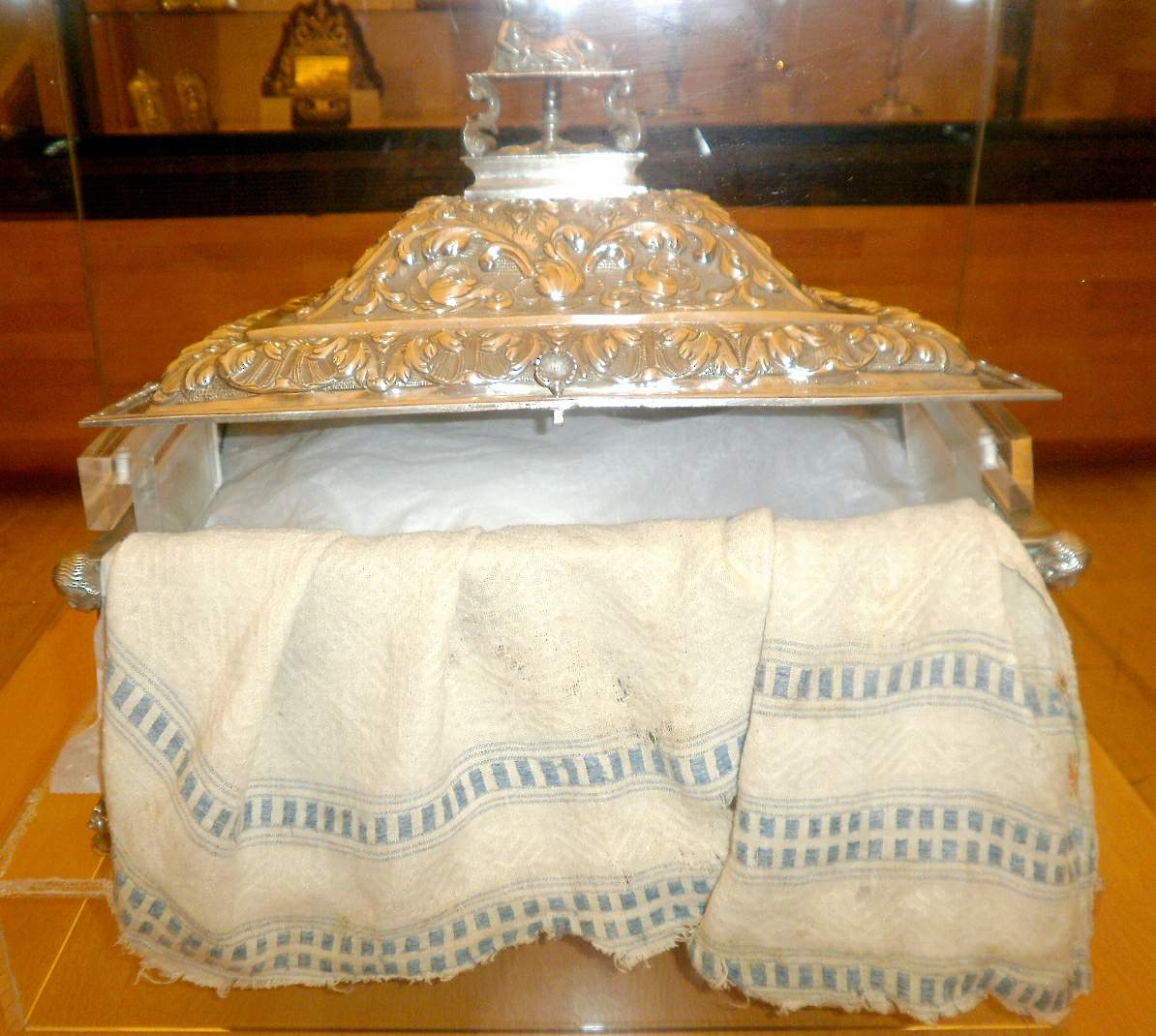
„Abendmahls-Tischtuch“

## Kreuzgang
Der nach der Fertigstellung der Kathedrale auf deren Nordseite angefügte Kreuzgang (claustro) ist mit dem Kathedralmuseum verbunden.